# جورج استیسی

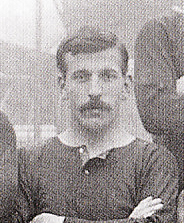
جورج استیسی در سال ۱۹۰۹

جورج استیسی (انگلیسی: George Stacey؛ ۱ آوریل ۱۸۸۱ – ۲۳ اوت ۱۹۷۲) یک بازیکن فوتبال اهل بریتانیا بود. استیسی اولین بازی خود را در منچستر یونایتد در ۱۲ اکتبر ۱۹۰۷ در مقابل نیوکاسل یونایتد با پیروزی ۶ بر ۱ آغاز کرد.